# East Capital
East Capital Group är en global kapitalförvaltare med säte i Stockholm, Sverige, grundad 1997. Bolaget arbetar med investeringslösningar inom förvaltning av aktier, räntepapper och fastigheter. 
East Capital Group har sitt huvudkontor i Stockholm samt i Hongkong, Luxemburg, Tallinn, Vilnius och Riga, samt forskningshubbar i Dubai och Mumbai.  
East Capital Group har en internationell kundbas som omfattar ledande institutioner, företag och privata investerare.

## Verksamhet och ägande
East Capital Group består av flera specialiserade affärsområden. Kapitalförvaltningen bedrivs 2025 under fyra olika varumärken: 
- East Capital - Fonder med fokus på investeringar i tillväxt- och frontiermarknader.
- East Capital Real Estate - Förvaltar kommersiella fastigheter i Central- och Östeuropa.
- Espiria – Global förvaltning av aktier och räntestrategier.
- Adrigo - En nordisk hedgefond med fokus på absolut avkastning.

Koncernen innehar även ett ägande om 49 procent i det svenska fondbolaget Cicero Fonder samt 49 procent i rådgivningsföretaget Hjerta AB. East Capital Group är också en betydande ägare i det börsnoterade fastighetsbolaget Eastnine AB (OM:EAST), som äger, utvecklar och förvaltar moderna och hållbara kontors- och logistikfastigheter i attraktiva lägen i Baltikum och Polen.

## Historia
East Capital grundades 1997 av Karine Hirn, Kestutis Sasnauskas och Peter Elam Håkansson. Med inriktning på investeringar i tillväxtmarknader lanserades samma år bolagets första fonder – en Rysslandsfond och en Baltikumfond. East Capital etablerade sig därmed tidigt som pionjär inom kapitalförvaltning på tillväxtmarknader.  
År 2002 utvidgades investeringsuniversumet till att omfatta samtliga östeuropeiska länder genom lanseringen av en Östeuropafond, ett strategiskt steg för att erbjuda bredare exponering mot regionens tillväxtpotential.  
År 2005 introducerades affärsområdet East Capital Real Estate, tillsammans med den första fastighetsfonden, Baltic Property Fund, med fokus på kommersiella fastigheter i Baltikum. 
År 2010 utvidgas fokuset och Asien inkluderas i investeringsuniversumet, och 2013 blev East Capital den första fondförvaltaren från norra Europa att erhålla en QFII-licens (Qualified Foreign Institutional Investor), vilket möjliggjorde direktinvesteringar på de kinesiska aktiemarknaderna. Året därpå blev East Capital Kinafond den första UCITS-fonden i världen att få tillstånd att investera till 100 procent i kinesiska A-aktier. 
År 2014 lanserades East Capital Global Frontier Markets, vilket ytterligare breddade bolagets geografiska täckning till snabbt växande frontiermarknader, även kallade gränsmarknader. 
År 2019 lanserades East Capital Global Emerging Markets Sustainable, vilket markerade en ny milstolpe i koncernens arbete för hållbara investeringar. Fonden utformades med ambitionen att uppnå de högsta hållbarhetskriterierna vid investeringar i tillväxtmarknader. Samma år förvärvades kapitalförvaltarna Adrigo och Espiria, och blev en integrerad del av East Capital Group. 
När East Capital grundades 1997 låg fokus på att identifiera trender kopplade till övergången från planekonomier till konsumentdrivna marknader. Sedan dess har både världen och East Capital Group utvecklats, och idag är verksamhetens fokus riktat mot den globala omställningen till en mer hållbar värld.

## Utmärkelser
East Capital har mottagit flera utmärkelser för sina fonder och kapitalförvaltning:
- Guldstjärna från Dagens Industri och Morningstar för ”Bästa Rysslandsfond” (2001)
- Utnämnd till världens bästa Rysslandsfond under perioden 2000–2010

18 Lipper Fund Awardsinklusive:
- 2021 - Kategoripriser inom aktie- och blandfonder
- 2022 - East Capital Balkans - Aktier tillväxtmarknader Europa
- 2023 - East Capital Balkans - Aktier tillväxtmarknader Europa
- 2024 - East Capital Balkans - Aktier tillväxtmarknader Europa
- 2025 - Espiria 60 och East Capital Group - Bästa blandfonder (Norden)